# Квемо-Макванети
Квемо-Макванети (груз. ქვემო მაკვანეთი) — село в Грузии, на территории Озургетского муниципалитета края (мхаре) Гурия.

## География
Село находится в западной части Грузии, в междуречье Ачисцкали и Бжуджи, на расстоянии приблизительно 1 километра (по прямой) к юго-востоку от города Озургети, административного центра муниципалитета. Абсолютная высота — 75 метров над уровнем моря.

## Население
По результатам официальной переписи населения 2014 года, в Квемо-Макванети проживало 797 человек (389 мужчин и 408 женщин). В национальной структуре населения грузины составляли 98,9 %, русские — 0,75 %, армяне — 0,25 %.
| Год  | Население, человек |
| ---- | ------------------ |
| 2002 | 1002               |
| 2014 | ↘ 797              |